# De Rust
De Rust es un pequeño pueblo a las puertas de Klein Karoo, Sudáfrica. El nombre es holandés y se traduce literalmente como "El Resto", en referencia al propósito original de la ciudad de ser un lugar de descanso para los colonos en su camino a través del desafiante terreno de un cercano desfiladero de Swartberg.

## Ubicación
De Rust se encuentra al pie de la cordillera Swartberg, entre Oudtshoorn y Beaufort West.
De Rust también es conocido por el serpenteante paso de Meiringspoort. Meiringspoort es una puerta de entrada que conecta el Klein Karoo (pequeño Karoo) y el (gran) Karoo a través de un desfiladero con una carretera de 25 km que cruza el mismo río 25 veces en el transcurso de los 25 km. La media maratón anual de Meiringspoort recorre todo el paso y termina en De Rust.